# Kenji Kawakami
Kenji Kawakami (川上 賢司, Kawakami Kenji), né en 1946, est un ingénieur et designer japonais, créateur du chindogu.
Kenji Kawakami est diplômé en aéronautique. Il débute en tant que scénariste de dessins animés dans les années 1960. Dans les années 1980 il dirige le magazine japonais de consommation Tsuhan Seikatsu, dessine le Tokyo Bicycle Museum (Musée du vélo de Tokyo), puis crée le mouvement chindogu,.
Il a écrit cinq livres concernant le chindogu, a créé la Chindogu International Society et anime une émission de télévision au Japon.